# Conde de Sussex
Conde de Sussex é um título que foi criado diversas vezes nos Pariatos da Inglaterra, Grã-Bretanha e Reino Unido. Os primeiros Condes de Arundel (até 1243) também eram frequentemente chamados de Condes de Sussex.
A quinta criação ocorreu no Pariato da Grã-Bretanha em 1717 em favor de Talbot Yelverton, 2.º Visconde Longueville . A família Yelverton descende de Christopher Yelverton, presidente da Câmara dos Comuns de 1597 a 1598. O neto e homônimo de Christopher, Christopher Yelverton, foi criado baronete de Easton Mauduit, no Condado de Northampton, no Baronetage da Inglaterra em 1641. Ele foi sucedido por seu filho, Henrique, o segundo baronete. Casou-se com Susan Longueville, suo jure 13.ª Baronesa Grey de Ruthyn . Seu filho mais velho, Charles, sucedeu tanto no título de baronete quanto no de baronato. Entretanto, ele morreu jovem e foi sucedido por seu irmão mais novo, Henrique, o décimo quinto barão. Em 1690 ele foi criado Visconde Longueville no Pariato da Inglaterra. O filho de Henrique, Talbot, o já mencionado segundo visconde, foi nomeado conde de Sussex em 1717. Os dois filhos de Henrique, Jorge e Henrique, foram ambos sucessores no condado. Os títulos de baronete, visconde e condado foram extintos com a morte de Henrique em 1799. Ele foi sucedido na baronia de Grey de Ruthyn por seu neto, Henry, o décimo nono barão, filho de sua filha Lady Barbara Yelverton com o Coronel Edward Thoroton Gould. Veja Barão Grey de Ruthyn para mais informações sobre a história deste título.

## Condes de Sussex; Primeira criação (1282)
- John de Warenne, 1.º Conde de Sussex (1231–1304)
- John de Warenne, 2.º Conde de Sussex (1286–1347)

## Condes de Sussex; Segunda criação (1529)

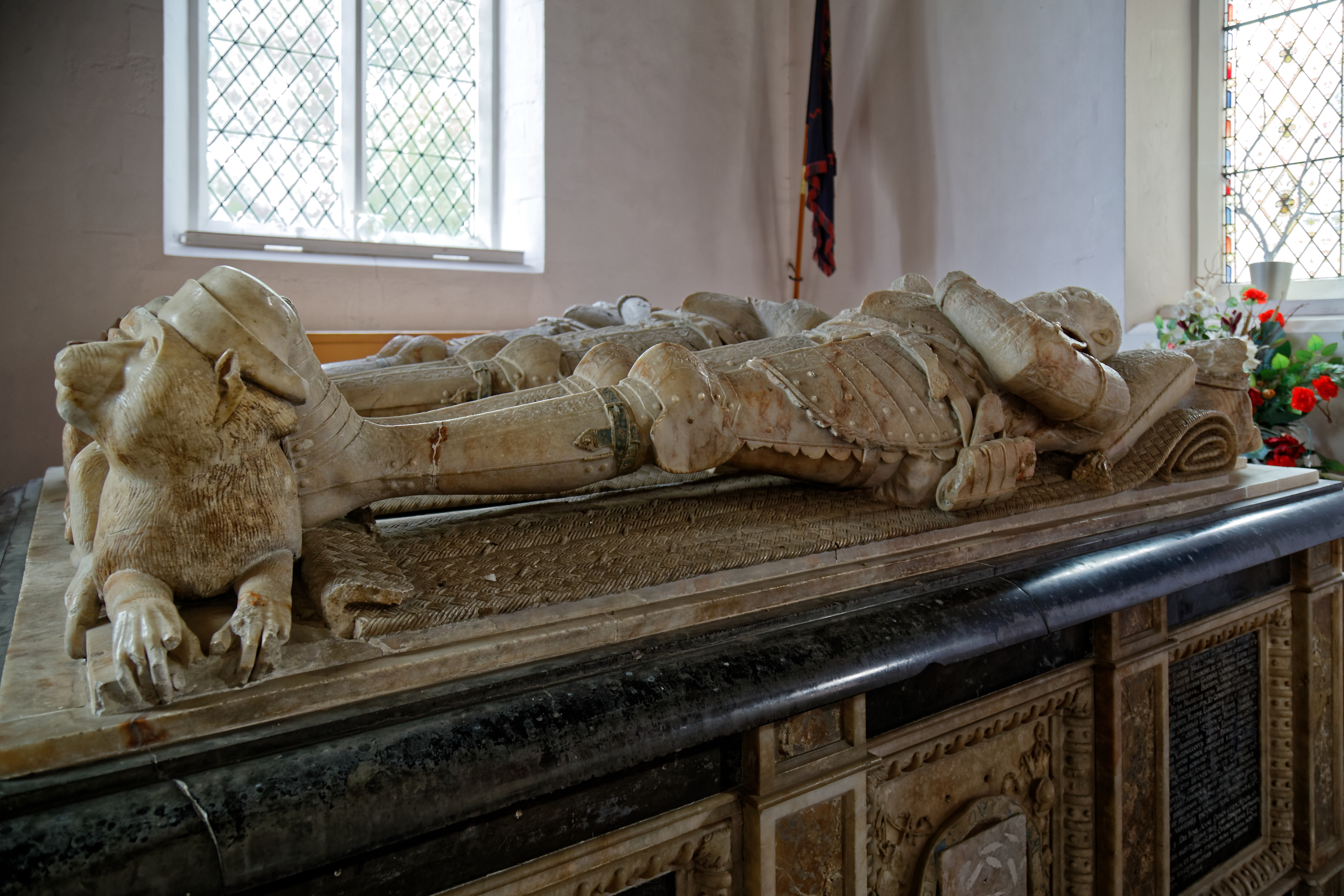
Monumento ao 1.º, 2.º e 3.º Condes Radcliffe de Sussex na Igreja de Santo André, Boreham, Essex Originalmente construída no século XVI e reconstruída no século XIX, a Capela de Sussex, que vai para o sul do presbitério, é o túmulo de 1587-1589 dos três primeiros Condes de Sussex, da segunda criação: Robert, Henry e Thomas, construído por Richard Stevens de Southwark, na Igreja Paroquial de Santo André, tombada como Grau I, do século XI ao XV, na vila de Boreham, Essex, Inglaterra. Apoios para pés de macacos usando toucas de manutenção.

- Robert Radcliffe, 1.º Conde de Sussex (1483–1542)
- Henry Radclyffe, 2.º Conde de Sussex (1507–1557)
- Thomas Radclyffe, 3.º Conde de Sussex (1525–1583)
- Henry Radclyffe, 4.º Conde de Sussex (1532–1593)
- Robert Radclyffe, 5.º Conde de Sussex (1573–1629)
- Edward Radclyffe, 6.º Conde de Sussex (1559–1643)

Títulos subsidiários: Visconde FitzWalter (1525), Barão FitzWalter (1295) (1.º–5.º Condes)

## Condes de Sussex, Terceira criação (1644)

### Barão Savile de Pontefract (1628)
- John Savile, 1.º Barão Savile de Pontefract (1556–1630) (grafia alternativa Barão Savile de Pomfret)
- Thomas Savile, 2.º Barão Savile de Pontefract (1590 – c. 1659) (criado Conde de Sussex em 1644)

### Condes de Sussex, Terceira criação (1644)
- Thomas Savile, 1.º Conde de Sussex (1590–1659)
- James Savile, 2.º Conde de Sussex (1647–1671)

Títulos subsidiários: Visconde Savile (1628), Barão Castlebar (1628)

## Condes de Sussex; Quarta criação (1674)
- Thomas Lennard, 1.º Conde de Sussex (1654 – 1715)

Título subsidiário: Barão Dacre (1321)

## Condes de Sussex; Quinta criação (1717)

### Baronetes Yelverton, de Easton Mauduit (1641)

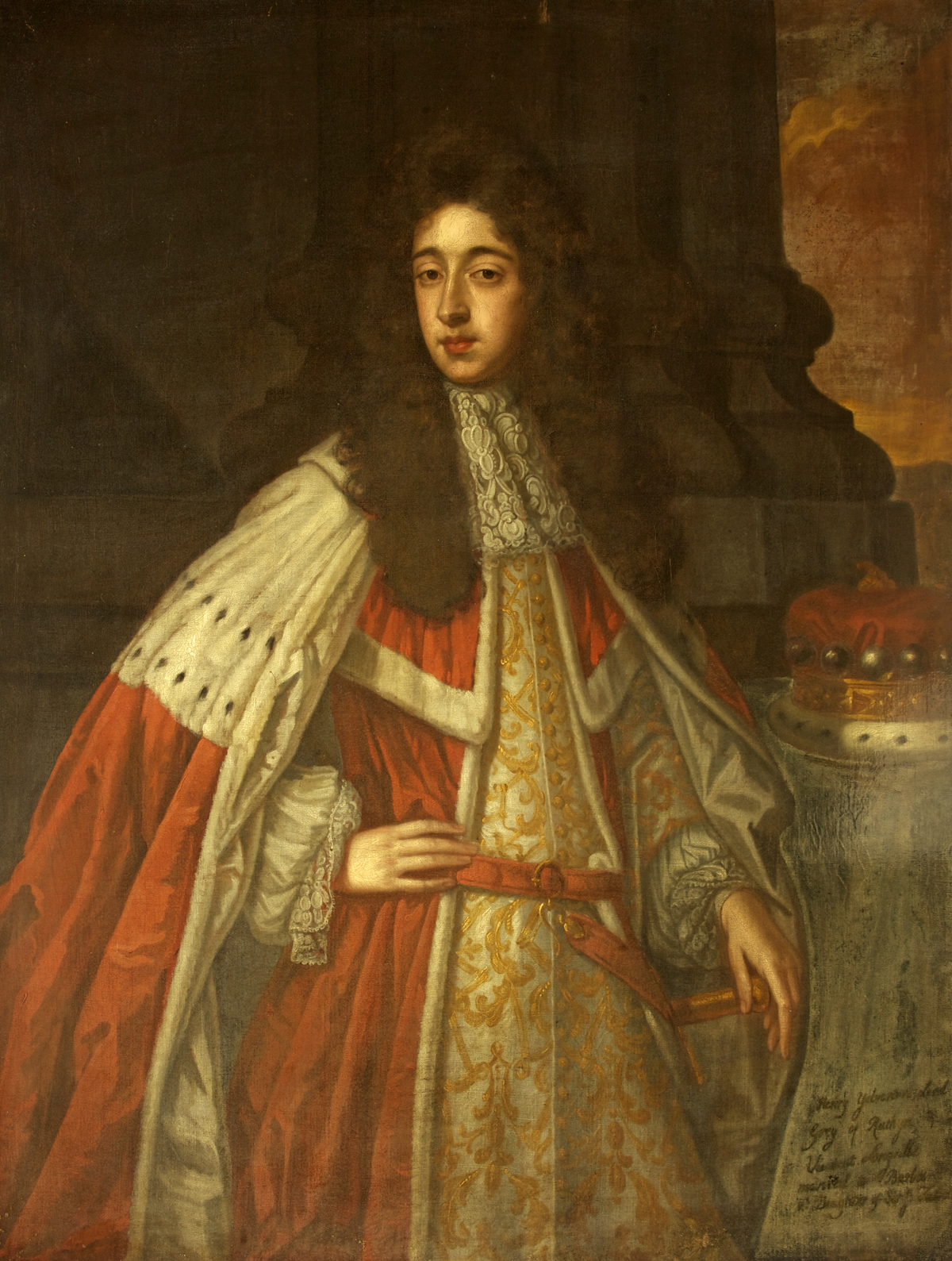
Henry Yelverton, 1.º Visconde Longueville

- Christopher Yelverton, 1.º Baronete (falecido em 1654)
- Henry Yelverton, 2.º Baronete (1633–1670)
- Charles Yelverton, 3.º Baronete (1657–1679) (sucedeu como Barão Grey de Ruthyn em 1676)

### Barões Grey de Ruthyn (1324)
- Charles Yelverton, 14.º Barão Grey de Ruthyn (1657–1679)
- Henry Yelverton, 15.º Barão Grey de Ruthyn (falecido em 1704) (criado Visconde Longueville em 1690)

### Viscondes Longueville; Primeira criação (1690)
- Henry Yelverton, 1.º Visconde Longueville (falecido em 1704)
- Talbot Yelverton, 2.º Visconde Longueville (1690–1731) (criado Conde de Sussex em 1717)

### Condes de Sussex; Quinta criação (1717)
- Talbot Yelverton, 1.º Conde de Sussex (1690–1731)
- George Augustus Yelverton, 2.º Conde de Sussex (1727–1758)
- Henry Yelverton, 3.º Conde de Sussex (1728–1799)

## Condes de Sussex; Sexta criação (1874)
- Príncipe Arthur, 1.º Duque de Connaught e Strathearn, 1.º Conde de Sussex (1850–1942)[2]
  - Príncipe Arthur de Connaught (1883–1938)
- Alastair Arthur Windsor, 2.º Duque de Connaught e Strathearn, 2º Conde de Sussex (1914–1943)